# Árnadalstindur
Árnadalstindur è una montagna alta 718 metri sul mare situata sull'isola di Streymoy, la maggiore dell'arcipelago delle Isole Fær Øer, appartenente alla Danimarca.
È la trentanovesima montagna, per altezza, dell'intero arcipelago, e la nona, sempre per altezza, dell'isola.
La montagna si trova a soli 20 km da Tórshavn, capitale dell'arcipelago. Sulla mappa è segnata l'altezza del monte a 717 metri sul livello del mare.

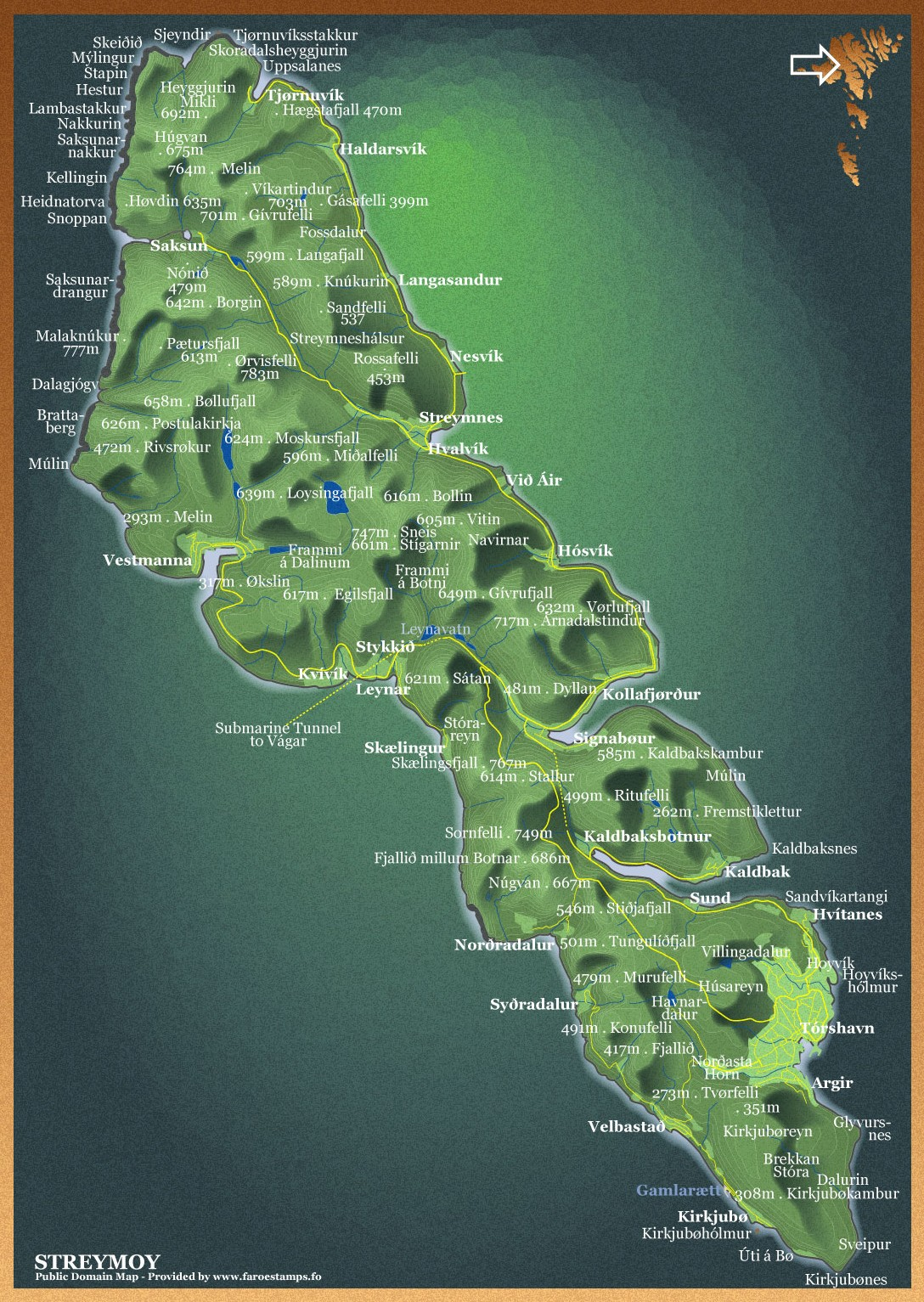
Isola di Streymoy, mappa delle località e delle alture